# Anthurium vomeriforme
Anthurium vomeriforme är en kallaväxtart som beskrevs av Luis Aloysius, Luigi Sodiro. Anthurium vomeriforme ingår i släktet Anthurium och familjen kallaväxter. Inga underarter finns listade.